# Замок Айленбург
Замок Айленбург (нем. Burg Eilenburg), иногда также Замок Ойленбург (нем. Burg Eulenburg) — частично руинированный средневековый замок в немецком городе Айленбург на севере федеральной земли Саксония.
Замок, основанный славянскими племенами сорбов в IX веке, расположен на глинистом овальном по форме холме, вершина которого защищена земляным валом (вероятно, IX века) и кирпичной стеной XII—XIII веков. Во второй половине XII—начале XIII веков были возведены также обе дошедшие до наших дней башни: так называемая Сорбская башня из светлого песчаника и сложенная из красного кирпича южная башня.
Айленбургский замок называют иногда «колыбелью Саксонии», так как с передачей Мейсенской марки тогдашнему владельцу замка Фридриху Айленбургскому в 1089 году было фактически основано территориальное господство Веттинов, сформировавшее современную Саксонию.